# 森脇亜紗紀
森脇 亜紗紀（もりわき あさき、1992年5月16日 - ）は、日本の女性タレント、レースクイーンである。愛称は、あーちゃん。愛知県出身。愛知県立名古屋西高校卒業。プラチナムプロダクション所属。夫はレーシングドライバーの山内英輝。1児の母。

## 略歴
短大卒業後、プラチナムプロダクションに履歴書を送り、同社の所属となったのを機に2013年8月上京。同年10月、ワッチミーナ2014オーディション候補生にエントリーするも、ファイナリスト進出はならなかった。
2013年11月、同事務所のおのののか、前田ゆうと共に東京オートサロンイメージガール「A-class」の2014年度メンバーに選ばれる。
2014年、事務所の先輩である林紗久羅と共にSUPER GT「ARTA GALS」の一員としてレースクイーン活動を行う。また、同事務所の桜子、竹田愛、岡村明奈と共にタカラトミー「ジェンガ」のイメージガール“ジェンガール”の2014年度メンバーに選ばれている。
2014年10月、2015年度のA-classメンバーに2年連続で選ばれる。同年11月21日、ファーストDVD『あさきっす☆』をリリース。
2015年、2年連続でARTA GALSの一員としてRQ活動を行う。
2016年、A-classで共働した菅原樹里亜の後任として、「SUBARU BRZ GT GALS “BREEZE”」のメンバーとなる（2017年も続投）。
2020年、2シーズンに渡ってレースクイーンを務めたR&D SPORTのドライバーである山内英輝との結婚を発表。
2021年2月、自身のInstagramで第一子の妊娠を発表し、同年4月、女の子の出産を発表した。
2025年8月17日、第2子妊娠を報告した。

## 人物
- 趣味は料理、スポーツ観戦。特技はジャズダンス、バドミントン。
- 2015年のA-classメンバーでもある菅原樹里亜が参加するユニット『FAT&SLIM』のオリジナル曲「Carry On」では振付を担当している[9]。

## 作品

### アルバム
A-class
- TOKYO AUTOSALON 2014 presents EVOLUTION #10（avex trax） - オートサロン会場限定発売。
  - Jumpin'
  - Someone Over The Rainbow
- TOKYO AUTOSALON 2015 presents EVOLUTION #11（avex trax） - オートサロン会場限定発売。
  - 明日へのAccess

### 映像作品
- あさきっす☆（2014年11月21日）

## 出演

### テレビ
- TOKYO BRANDNEW DAYS（2014年3月29日、BSジャパン）
- めちゃ×2イケてるッ!（2014年4月12日、フジテレビ） - 「クイズ!大島優子」コーナーのアシスタント[10]
- シャキット!（2014年4月15日・5月20日、千葉テレビ放送） - VTR出演。
- ジェンガの達人!ジェンガール（2014年8月2日 - 、千葉テレビ放送、テレビ神奈川）
- 内村さまぁ〜ず #206（2015年3月16日、内さま.com）
- 液体グルメバラエティー たれ（2017年、テレビ東京）[11]
- NEO決戦バラエティ キングちゃん（2018年3月13日、テレビ東京）[12]
- オールスター感謝祭2019春（TBSテレビ・2019年4月6日）- 長谷川麻衣、中村星来等と共にスタジオアシスタントとして出演[13]

### ラジオ
- ジェンガでナイト!（2014年4月11日 - 2015年9月25日、超!A&G+）[3]

### CM
- ラグーナテンボス「昼も！夜も！」篇（2019年）[14]

### イベント
- 東京モーターショー2013（2013年11月23日 - 12月1日、東京ビッグサイト）LEXUSブースに参加[15]
- 福岡カスタムカーショー2014（2014年2月16日、福岡ヤフオクドーム）A-classとして
- 東京ランウェイ2014（2014年3月22日、国立代々木競技場第一体育館）モデル出演[16]

### ミュージックビデオ
- Silent Siren 「チェリボム」

### ラウンドガール
- RISE 125(2018年6月17日)（他メンバー:椿原愛、三間エレナ、薄井美樹、菅原樹里亜、栄木明日香、山本成美）[17]
- RISE 129(2018年11月17日)（他メンバー:椿原愛、三間エレナ、薄井美樹、菅原樹里亜、栄木明日香）[18]
- RISE 130(2019年2月3日)（他メンバー:五十川ちほ、COCO、桜りん、堀尾実咲、柚浦桃）[19]

## 書籍

### 雑誌
- 三栄書房「GOLF TODAY」GTバーディーズ（2014年5月号 - ）
- 三栄「モーターファン別冊 ニューモデル速報 「〜のすべて」」 "使い勝手徹底チェック"コーナーモデル(紙面上は「アシスタント」と標記)